# Pyrus quinqueflora
Pyrus quinqueflora är en rosväxtart som beskrevs av Buch.-ham. och George Don jr. Pyrus quinqueflora ingår i släktet päronsläktet, och familjen rosväxter. Inga underarter finns listade i Catalogue of Life.